# 天鷹石
22°20′6.3″N 114°13′22.5″E / 22.335083°N 114.222917°E

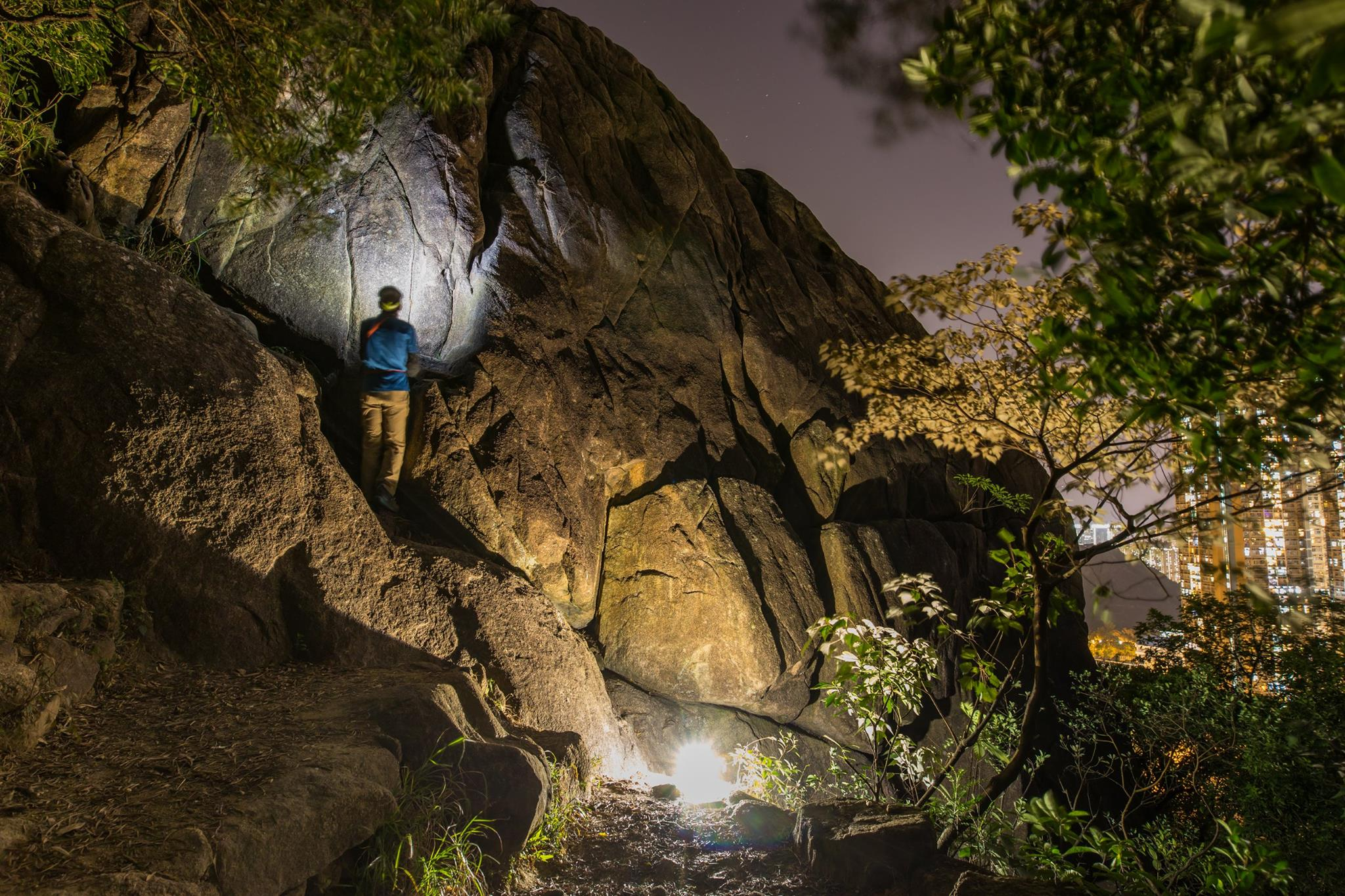
晚上的天鷹石

天鷹石（Aquila Crag）位於香港九龍飛鵝山南面近觀塘區的山腳位置，海拔高度約200餘米。天鷹石是一處初級攀石地點，不少一級攀岩訓練班會在此練習 。

## 外部連結
- Hong Kong Climbing 關於天鷹石的攀岩路線資料（页面存档备份，存于）
- OpenStreetMap上有關3901091802  天鷹石的地理